# بخش بروملا
بخش بروملا (به سوئدی: Bromölla kommun) یک ناحیه شهری در سوئد است که در شهرستان اسکونه واقع شده‌است.